# Stap voor stap
Stap voor stap is een lied van de Nederlandse dj Kav Verhouzer en de eveneens Nederlandse rapper Sjaak. het werd in 2018 als single uitgebracht en stond in 2022 als vijftiende track op het album Sjaak in the house van Sjaak.

## Achtergrond
Stap voor stap is geschreven door Kasper Vrielink en Mehdi Chafi en geproduceerd door Kav Verhouzer en gemasterd door Nikodem Milewski. Het is een nummer uit de genres nederhop en dance. Van het lied zijn verschillende officiële remixen gemaakt. Zowel de dj Giocatori als Frequencerz maakten hun eigen versie. Daarnaast is er ook een Ho Ho Kerstmix bekend. Hierin zijn de woorden "stap voor stap" vervangen met "ho ho ho". De rest van de tekst is ook kerst gerelateerd. De single heeft in Nederland de platina status.

## Hitnoteringen
Het lied stond in meerdere Nederlandse hitlijsten. In zowel de Top 40 als de Single Top 100 kwam het lied tot de elfde positie. Het stond zestien weken in de Single Top 100,  twee weken langer dan in de Top 40.